# Rodolfo Ramón de Roux
Rodolfo Ramón de Roux est un auteur et historien franco-colombien né en 1945 à Cali en Colombie.
Ses travaux de recherche sur la socio-histoire du catholicisme latino-américain se sont concentrés en particulier sur les thématiques suivantes : théologie de la conquista (XVIe siècle) et théologie de la libération (XXe siècle) ; construction d’un « continent catholique » en Amérique latine ; relations entre évangélisation et messianisme, guerre et religion, christianisme et marxisme, église catholique et État colombien.
Il s’est également intéressé au thème des utopies sociales, à l’enseignement de l’histoire et à la construction des identités nationales en Amérique latine.
À partir de 2008, parallèlement à sa carrière académique, il publie plusieurs essais d'aphorismes : « Notas de ruta : Aforismos y Fragmentos » (2008), « Pensamínimos » (2016), « Diccionario para malpensantes » (2016, 5e édition 2023)  et « Diálogos de ultratumba » (tome I-IV, 2022-25),,,.

## Biographie[9]

### Parcours
Dans les années 60-70, il obtient sa Licence de Philosophie et Lettres ainsi que son Master en Théologie auprès de l'Université pontificale Javeriana à Bogota. En 1973/74 et 1986/87, il y est professeur d'épistémologie de l'Histoire et d'Histoire de l'église en Amérique latine.
De 1962 à 1981, il fait partie de la Compagnie de Jésus en Colombie, ce qui a contribué à ce qu'il soit parfois confondu avec son homonyme Rodolfo Eduardo de Roux Guerrero ( Cali, 1925), théologue et poète jésuite.
De 1975 à 1989, il fait partie du CEHILA (Comisión para el Estudio de la Historia de las Iglesias en América Latina y el Caribe) en tant que coordinateur pour la Colombie et le Venezuela, et sera pendant dix ans membre du Conseil de direction.
En 1981, sous la direction d'Émile Poulat, il devient docteur en « Sciences sociales des religions » de l'École des hautes études en sciences sociales.
De 1983 à 88, il enseigne à l’Université pédagogique nationale de Colombie (es), où il est directeur de l’UFR de sciences humaines (Facultad de Humanidades y Artes de la Universidad Pedagógica Nacional).
En 1988, il commence sa carrière académique en France à l'Université Toulouse-Jean-Jaurès, alors connue sous le nom d'Universite de Toulouse-Le Mirail. En 1992, il y obtient son doctorat en « Études sur l'Amérique latine » sous la direction de Georges Baudot.
Codirecteur de l’Institut pluridisciplinaire pour les études sur l'Amérique latine de Toulouse (IPEALT) et membre du Groupe de recherches sur l'Amérique latine (GRAL, Toulouse), il a également été responsable de l’équipe Histoire, sociétés, cultures en Amérique latine (HICSAL, Toulouse) dans le laboratoire de recherche France, Amériques, Espagne. Société, pouvoirs, acteurs (FRAMESPA, Toulouse).
Il est professeur émérite de civilisation hispano-américaine de l'Universite de Toulouse Jean-Jaurès.

### Publications

#### Ouvrages collectifs
Il a participé à plus de 25 ouvrages collectifs, parmi lesquels on peut citer :
- « Historia General de la Iglesia en América latina », Editorial Sígueme, 1981[12]

Dans cet ouvrage, l'un des plus complets sur l'histoire générale de l’Église en Amérique Latine, il coordonne le volume sur la Colombie et au Venezuela et écrit la section sur l’Église catholique au XXe. La publication est produite dans le cadre de la CEHILA - Comisión para el Estudio de la Historia de la Iglesia en América Latina y el Caribe, pour laquelle il est coordinateur pour la Colombie et le Venezuela de 1975 à 1989.
- « La modernité religieuse en perspective comparée: Europe latine - Amérique latine », Editions Karthala, 2001 [13]

Publié en 2001 aux Editions Karthala, l'ouvrage est le résultat d'un colloque mené par Jean-Pierre Bastian tenu à l'Université Marc Bloch à Strasbourg. L'ouvrage étudie entre autres les processus de laïcisation aux XIXe et XXe siècles en Europe et Amérique Latine. Afin de pouvoir faire une étude comparée, l'ouvrage inclut des articles de spécialistes de différents origines, Rodolfo R. de Roux représentant la Colombie à travers son article sur « Les étapes de la laïcisation en Colombie » (p.95-106).
Le livre a également été publié en 2005 sous le nom «La modernidad religiosa. Europa latina y América latina en perspectiva comparada» par le  Fond de Culture économique au Mexique (Fondo de Cultura Económica).
- « Il cristianesimo : grande atlante », Edition UTET (it), 2006[14]

Ce grand atlas sur le christianisme est un ouvrage en trois tomes publié en 2006 par UTET, maison d'édition à Turin depuis 1791. Rodolfo R. de Roux y a contribué avec l'article sur l’Église en Amérique Latine au temps des missionnaires (Le chiese in America Latina dopo el periodo missionario, p. 396-412) dans le premier tome « Dalla origini alla chiese contemporanea ».
- « Histoire de l'Humanité », UNESCO, Collection Histoire Plurielle, 2008[15]

Dans le volume VI de « Histoire de l'Humanité », qui traite de la période de 1789 à 1914, Rodolfo R. de Roux est co-auteur du chapitre 9 sur la place de la religion au XIXe siècle, coordonné par Émile Poulat, et dans lequel il se charge de la section concernant l'Amérique latine (p.655-724).
- « De l'un au multiple. Dynamiques identitaires en Amérique latine », Presses Universitaires du Mirail, 2008[16]

Dans cet ouvrage, Rodolfo R. de Roux est l'auteur d'un essai (pp. 139-184) intitulé « De la nation catholique à la république pluriculturelle en Amérique latine ». Dans un premier temps, il analyse comment les soi-disant « nations catholiques » d'Amérique latine ont été le fruit d'une construction ardue et conflictuelle tout au long du 19e siècle et de la première moitié du 20e siècle. Dans une seconde partie, il élabore sur la manière dont la transition de « nation catholique » à « république pluriculturelle » a eu lieu dans de nombreux pays d'Amérique latine au cours du dernier tiers du 20e siècle.
- Dictionnaire « Les Amériques », Éditions Robert Laffont, 2016 [17]

Ce dictionnaire en deux tomes, lancé par l'Institut des Amériques, traite aussi bien de questions archéologiques que de sujets historiques, littéraires, diplomatiques ou politiques de l'époque précolombienne à nos jours. Dans le tome I « Du Précolombien à 1830 », Rodolfo de Roux apporte son expertise avec les articles « Catholicisme », « Évangélisation », « Missionnaires et Ordres religieux », « Jésuites », « Vierge de Guadaloupe », « Carthagène des Indes » et « Isthme de Panama » (p.953). Dans le tome II « De 1830 à nos jours », il est à l’origine des articles « Catholicisme », « Pape François » et « Religions » (p. 959)
- « Dictionnaire historique de la théologie de la libération », Lessius, 2017[18]

Premier dictionnaire consacré à la théologie de la libération, l'ouvrage passe en revue ce courant de ses origines à nos jours, aussi bien en Amérique Latine qu'à travers le monde. 117 auteurs de 28 nationalités différentes y ont contribué, pour un total de 280 entrées. Rodolfo R. de Roux y a rédigé les entrées « Théologie de la libération et marxisme » (édition en espagnol) et « Mario Calderón Villegas ».
- « Violencias y Resistencias. América Latina entre la historia y la memoria », Ediciones Doce Calles, 2022 [19]

Cet ouvrage est le résultat du premier séminaire international « Historia y memoria de violencia y conflictos en América Latina », qui s'est déroulé virtuellement du 11 août au 23 novembre 2020. Rodolfo de Roux y apporte sa contribution avec l'article «Religión y Revolución. Teología de la liberación; surgimiento, auge, crisis, persistencia».

#### Revues universitaires
Au cours de sa carrière, il a fait partie du comité de rédaction de cinq revues universitaires. Parmi ses articles, on peut notamment citer :
- « Nouveau Monde, nouvelle Église », Recherche de Science Religieuse, 1992 [20]
- « Santas y justas lides. La guerra y el Dios cristiano en suelo americano », L'ordinaire latino-américain, 2003 [21]
- « Los inciertos parajes de una nueva geografía religiosa en América Latina », L'ordinaire latino-américain, 2005 [22]
- « La Iglesia católica en América Latina : Algunos desafíos de la historia reciente », Alternativas, 2006 [23]
- « La romanización de la Iglesia católica en América Latina: una estratégia de larga duración. », Pro-Posições, 2014 [24]
- « Matrimonio, sexualidad y bioética en el magisterio pontificio: de Pío XI a Francisco. Breves consideraciones históricas sobre una enseñanza insistente y prolífica », Pro-Posições, 2017 [25]

De 1998 à 2018, il sera très actif au sein de la revue universitaire Caravelle. Cahiers du monde hispanique et luso-brésilien, où il coordina les numéros spéciaux « Le sport en Amérique », « Icônes d'Amérique latine » et « Croire aujourd'hui en Amérique latine »,,.
Il publiera entre autres dans Caravelle les articles suivant : 
- « La insolente longevidad del héroe patrio », Caravelle, 1999 [30]
- « Entre el "aquí y ahora" y el "después y más allá". Milenio, Nuevo Mundo y Utopía », Caravelle, 2001 [31]
- « Alvaro Mutis: la historia sin ilusiones », Caravelle, 2006 [32]
- « La Iglesia católica en América Latina a la hora del papa Francisco », Caravelle, 2017 [33]